# Borlo
Borlo (Limburgs: Bôle) is een deelgemeente van de Belgische gemeente Gingelom, provincie Limburg. Borlo was ook de gemeente waar sedert 1971 ook Buvingen, Mielen-boven-Aalst en Muizen toe behoorden, en was tot 1977 een zelfstandige gemeente met 2400 inwoners.

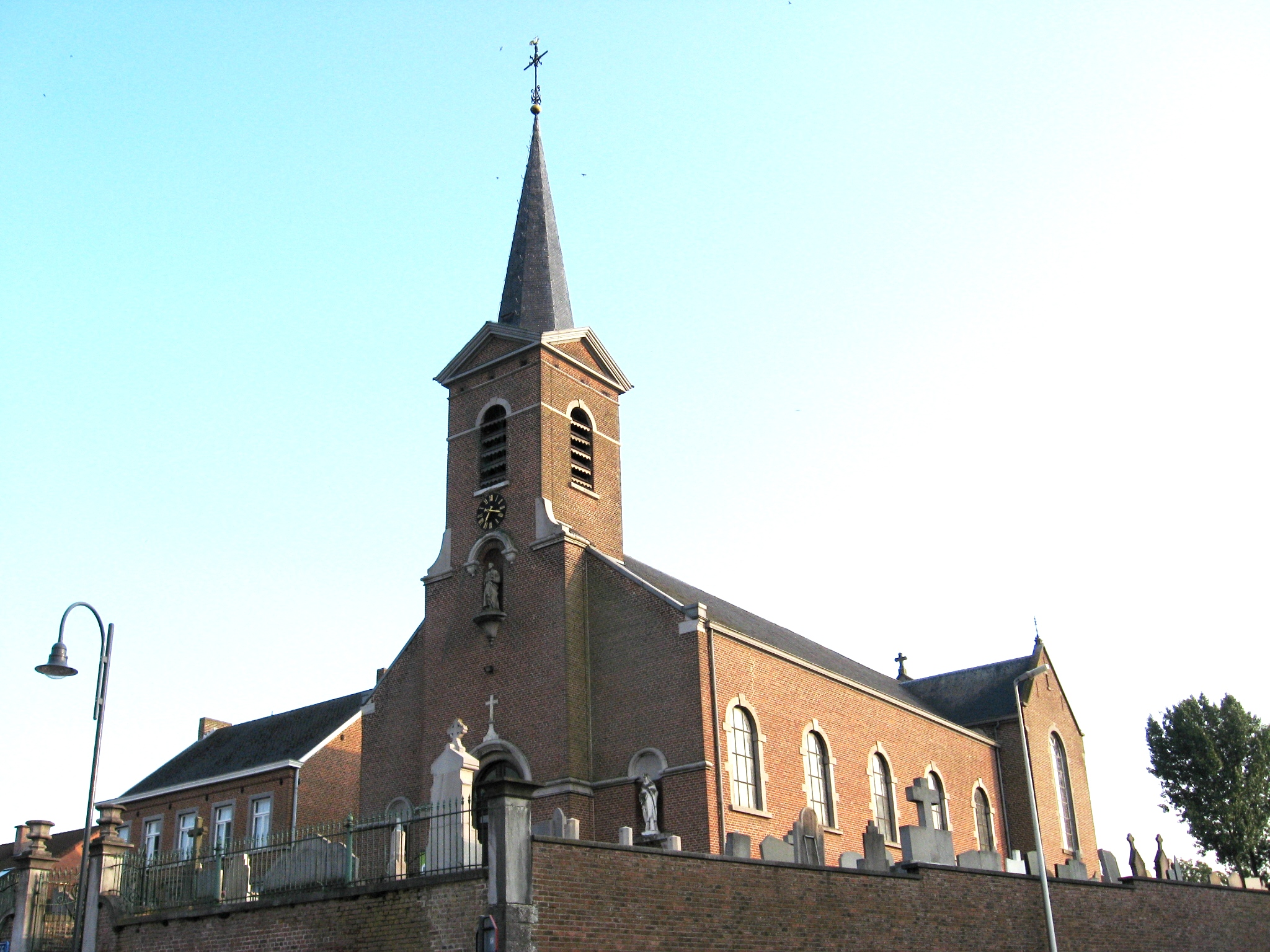
De Sint-Pieterskerk

## Etymologie
Borlo werd voor het eerst vermeld in 1065 als Burlon, van het Germaans burgon en lauha (berkenbos).

## Geschiedenis
In 1065 werd Borlo door bisschop Adalbero III van Metz onder voogdij van de Abdij van Sint-Truiden geplaatst. In 1263 kwam de rechtsmacht aan de Graven van Loon, terwijl het tiendrecht en het patronaatsrecht van de parochie in handen van de Abdij bleven. Toen Loon werd geannexeerd door het Prinsbisdom Luik was ook Borlo hierbij betrokken. De heerlijkheid werd regelmatig door de prinsbisschoppen in pand gegeven, zoals in 1762 aan baron Van Schoor, en aan baron Van Malta. Daarna aan kanunniken van het Sint-Lambertuskapittel te Luik, en wel De Bormans de Hasselbroek (1776), De Pollard (1784) en Van Woestenraadt (1792).

## Demografie

### Demografische ontwikkeling voor de fusie
- Bronnen:NIS, Opm:1831 tot en met 1961=volkstellingen

### Demografische ontwikkeling van de fusiegemeente
Alle historische gegevens hebben betrekking op de voormalige gemeente, inclusief deelgemeenten, zoals ontstaan na de fusie van 1 januari 1971.
- Bronnen:NIS, Opm:1831 tot en met 1970=volkstellingen, 1976 = inwoneraantal op 31 december

## Bezienswaardigheden
Belangrijk zijn een aantal oude hoeven.
- Sint-Pieterskerk 19de eeuw, neoclassicistisch met een unieke lambrisering.
- Manoirhoeve aan de Thewitstraat 10, 1777.
- Het Ulenshof, Bergstraat 10, 1645 en later.
- Voormalige jeneverstokerij, uit 1908, aan Bergstraat 11
- Het Abtshof, Thewitstraat 17, 17de eeuw.
- Voormalige brouwerij, Dorpsplein 5, midden 19e eeuw.
- Sandixmolen, voormalige watermolen, Molenstraat, uit 1652.

## Natuur en landschap
Borlo ligt in Droog-Haspengouw, in de vallei van de Cicindria. De hoogte varieert van ongeveer 90 tot 115 meter en neemt in zuidelijke richting nog toe. Het betreft een open, golvend landschap met akkerbouw en fruitteelt.

## Nabijgelegen kernen
Klein-Jeuk, Buvingen, Mielen-boven-Aalst, Gingelom, Niel-bij-Sint-Truiden, Roost
Deelgemeenten: Boekhout · Borlo · Buvingen · Gingelom · Jeuk · Kortijs · Mielen-boven-Aalst · Montenaken · Muizen · Niel-bij-Sint-Truiden · Vorsen

Gehuchten: Hasselbroek · Heiselt · Hundelingen · Jeuk-Station · Klein-Jeuk · Klein-Vorsen

Belgische gemeenten · Arrondissement Hasselt · Limburg · Vlaanderen